# Латтимор, Оуэн
Оуэн Латтимор (англ. Owen Lattimore; 29 июля 1900, Вашингтон — 31 мая 1989, Провиденс) — американский востоковед.

## Биография
Родившись в Америке, Оуэн Латтимор провёл детство в Тяньцзине, где его родители Дэвид и Маргарет Латтимор работали преподавателями английского. В 1913—1914 годах учился в частной школе College Classique Cantonal в Лозанне. В 1915—1919 годах Оуэн учился в Англии в частной школе St. Bees School.
В 1919 году возвратился в Китай. Работал помощником редактора газеты Tientsin and Peking Times  в Тяньцзине. В 1922—1926 годах работал в компании Arnold & Co., Tientsin and Peking. В 1926 году женился на Элеанор Холгейт (Eleanor Holgate). Вместе с женой совершил поездку во Внутреннюю Монголию, пустыню Гоби, Кашмир, Индию, откуда они отправились на корабле в Италию.
В 1927/1928 учебный год провёл в Гарвардском университете. После этого снова поехал в Китай, где занимался исследовательской деятельностью, получая финансирование от ряда организаций.
Был членом совета Института тихоокеанских отношений (IPR). В 1934—1941 руководил журналом Pacific Affairs, издававшимся этим институтом.
В 1941 году Латтимор был направлен президентом Рузвельтом советником к Чан Кайши. В 1942—1944 годах — руководителем тихоокеанского отдела в Офисе военной информации (Office of War Information). Сопровождал вице-президента США Генри Уоллеса в его поездке в Китай и Монголию. В 1945 году назначен советником миссии США в Японии. В 1950 году работал в миссии ООН в Афганистане.
В 1950 году сенатор Джозеф Маккарти обвинил Латтимора в шпионаже на Советский Союз. Латтимор попал под расследование комиссии по внутренней безопасности Конгресса, которая пыталась определить степень влияния коммунистов в IPR. На основании его показаний перед комиссией был обвинён в лжесвидетельстве, в 1955 году обвинения были сняты.
Преподавал в Университете Джонса Хопкинса. В 1963—1970 годах преподавал в Лидсском университете в Англии.
В 1989 умер в городе Провиденс.

## Труды
- The Desert Road to Turkestan. 1929
- High Tartary. 1930
- Manchuria: Cradle of Conflict. Macmillan. 1932
- The Mongols of Manchuria. 1934
- Inner Asian Frontiers of China. 1940
- Mongol Journeys. 1941
- America and Asia. 1943
- Solution in Asia. 1945
- The Situation in Asia.  1949
- Pivot of Asia. Sinkiang and the Inner Asian Frontiers of China and Russia. 1950
- Ordeal by Slander. 1950
- Nationalism and revolution in Mongolia. 1955
- Nomads and Commissars. 1962
- Studies in Frontier History. OUP. 1962